# 佐里亞涅 (魯任區)
49°38′57″N 29°14′40″E / 49.64917°N 29.24444°E
佐里亞涅（烏克蘭語：Зоряне），是烏克蘭北部的村莊，隸屬日托米爾州的別爾季切夫區。該村面積1.42平方公里，海拔高度229米，2001年人口374，人口密度每平方公里282.09人。